# Calosoma semilaeve
Calosoma semilaeve är en skalbaggsart som beskrevs av Leconte 1851. Calosoma semilaeve ingår i släktet Calosoma och familjen jordlöpare. Inga underarter finns listade i Catalogue of Life.